# Roche-sur-Linotte-et-Sorans-les-Cordier
Roche-sur-Linotte-et-Sorans-les-Cordier – miejscowość i gmina we Francji, w regionie Burgundia-Franche-Comté, w departamencie Górna Saona.
Według danych na rok 1990 gminę zamieszkiwały 82 osoby, a gęstość zaludnienia wynosiła 9 osób/km² (wśród 1786 gmin Franche-Comté Roche-sur-Linotte-et-Sorans-les-Cordier plasuje się na 661. miejscu pod względem liczby ludności, natomiast pod względem powierzchni na miejscu 489.).